# Гирс, Михаил Николаевич
Михаил Николаевич Гирс (также может встречаться с приставкой фон Гирс или де Гирс, 22 апреля (4 мая) 1856 — 27 ноября 1932, Париж) — русский дипломат, посол в Константинополе и Риме, тайный советник (1905), гофмейстер.

## Биография
Представитель старинного русского дворянского рода шведского происхождения, сын министра иностранных дел Николая Карловича Гирса. Родился 22 апреля (4 мая) 1856 года.
Окончил Пажеский корпус. Участвовал в русско-турецкой войне 1877-78 годов и был награждён знаком отличия Военного ордена 4-й степени.
По окончании войны в 1878 году поступил на службу в Министерство иностранных дел. В 1886 году пожалован в звание камер-юнкера, в 1891 году — в звание камергера. С 1894 года младший советник Министерства иностранных дел. 2 апреля 1895 года Гирс был произведён в действительные статские советники.
С 1895 года посланник в Бразилии и по совместительству в Аргентине. В 1898—1901 годах посланник в Китае, за деятельность в период подавления боксёрского восстания был награждён орденом Святой Анны 1-й степени с мечами. В последующие годы посланник в Баварии (1902 год) и Румынии (1902—1912 годы).
В 1912—1914 годах Гирс был Чрезвычайным и полномочным послом при Его Величестве Султане (в Константинополе). В 1915 году он занял пост посла России в Италии и являлся старейшиной дипломатического корпуса в Риме.
Во время Октябрьской революции находился за границей, остался в эмиграции и поселился в Париже. Оказавшись старейшим из русских дипломатов в эмиграции возглавил совет бывших послов, входил в состав Русского политического совещания. Был представителем генерала П. Н. Врангеля при командовании союзников.
Действительный член Русского географического общества с 14 мая 1891 года.
Скончался в Париже 27 ноября 1932 года. Похоронен на кладбище Батиньоль.

## Семья
- Сестра — Наталья Николаевна (29.05.1850—21.06.1885), фрейлина[3]
- Брат — Николай Николаевич (04.03.1853—20.09.1924), камергер; советник русского посольства в Париже; сенатор[3]
- Сестра — Ольга Николаевна (03.12.1854—1924), фрейлина, замужем за Георгием Константиновичем Розетти-Солеску (1853—1916), румынским посланником в России[3]
- Брат — Александр Николаевич (1861—1920) — камергер, Енисейский губернатор 1906—1909 гг.[3]
- Брат — Константин Николаевич (29.03.1864—1934/40)[3]
- Сестра — Мария Николаевна (21.04.1867—15.05.1867)[3]
- Сестра — Вера Николаевна (1872—1935), фрейлина[3]

## Награды
- Знак отличия Военного ордена 4-й степени (1877)
- Орден Святого Станислава 1-й степени (1898)
- Орден Святой Анны 1-й степени с мечами (1900)
- Орден Святого Владимира 2-й степени (1908)
- Орден Белого орла (1912)
- Орден Святого Александра Невского (10.04.1916)
- Медаль «В память русско-турецкой войны 1877—1878»
- Медаль «В память царствования императора Александра III»
- Медаль «В память 300-летия царствования дома Романовых»

Иностранные:
- румынский крест «За переход через Дунай» (1878)
- сербский орден Такова, командорский крест (1883)
- персидский орден Льва и Солнца 2-й степени (1886)
- прусский орден Короны 2-й степени (1890)
- бухарский орден Золотой Звезды 1-й степени (1893)
- французский орден Почётного легиона, командорский крест (1894)
- португальский орден Непорочного Зачатия, большой крест (1895)
- турецкий орден Меджидие 2-й степени (1895)
- датский орден Данеброга, большой крест (1902)
- итальянский орден Святых Маврикия и Лазаря, большой офицерский крест (1902)
- баварский орден Святого Михаила «За заслуги», большой крест (1903)
- румынский орден Короны 1-й степени (1906)
- медаль в память 40-летнего юбилея царствования короля Румынии (1906)
- румынский орден Звезды 1-й степени (1910)
- греческий орден Спасителя 1-й степени (1910)
- иерусалимский золотой крест с частицей Животворящего Дерева, со званием Кавалер Святого Гроба (1913)